# Sven Thorgren
Sven Thorgren (født 4. oktober 1994) er en svensk snowboarder. 
Thorgren har deltaget ved Vinter-OL i 2014 (Slopestyle) og 2022 (Slopestyle og Big Air). Hans bedste olympiske resultat er en 4. plads i Slopestyle i 2014.
I 2017 vandt han guld i Slopestyle ved X Games i Hafjell med en score på 92,66. Sølvet gik til Ståle Sandbech (88,66) og Sebastien Toutant fik bronze (84,00). 